# Comuna Vingåker
Vingåker (Vingåkers kommun) este o comună din comitatul Södermanlands län, Suedia, cu o populație de 8.835 locuitori (2013).

## Geografie

### Zone urbane
Lista celor mai mari zone urbane din comună (anul 2015) conform Biroului Central de Statistică al Suediei:
| Nr | Zona urbană | Pop.  |
| -- | ----------- | ----- |
| 1  | Vingåker    | 4.548 |
| 2  | Högsjö      | 691   |
| 3  | Baggetorp   | 490   |
| 4  | Marmorbyn   | 372   |
| 5  | Läppe       | 221   |

## Demografie
| \| Evoluția demografică în comuna Vingåker, 1970–2015 \| Evoluția demografică în comuna Vingåker, 1970–2015 \| Evoluția demografică în comuna Vingåker, 1970–2015 \| Evoluția demografică în comuna Vingåker, 1970–2015 \| Evoluția demografică în comuna Vingåker, 1970–2015 \| \| ----------------------------------------------------------------------------------------------------- \| -------------------------------------------------- \| -------------------------------------------------- \| -------------------------------------------------- \| -------------------------------------------------- \| \| An \| \| \| Locuitori \| \| \| 1970 \| 1970 \| \| 9679 \| 9679 \| \| 1975 \| 1975 \| \| 9519 \| 9519 \| \| 1980 \| 1980 \| \| 9750 \| 9750 \| \| 1985 \| 1985 \| \| 9721 \| 9721 \| \| 1990 \| 1990 \| \| 9937 \| 9937 \| \| 1995 \| 1995 \| \| 9862 \| 9862 \| \| 2000 \| 2000 \| \| 9186 \| 9186 \| \| 2005 \| 2005 \| \| 9269 \| 9269 \| \| 2010 \| 2010 \| \| 8893 \| 8893 \| \| 2015 \| 2015 \| \| 8953 \| 8953 \| \| Sursa: SCB - Statistika Centralbyrån, Folkmängd efter region, civilstånd, ålder och kön. År 1968–2016 \| \| \| \| \| |      |  |           |      |
| Evoluția demografică în comuna Vingåker, 1970–2015 |      |  |           |      |
| An |      |  | Locuitori |      |
| 1970 | 1970 |  | 9679      | 9679 |
| 1975 | 1975 |  | 9519      | 9519 |
| 1980 | 1980 |  | 9750      | 9750 |
| 1985 | 1985 |  | 9721      | 9721 |
| 1990 | 1990 |  | 9937      | 9937 |
| 1995 | 1995 |  | 9862      | 9862 |
| 2000 | 2000 |  | 9186      | 9186 |
| 2005 | 2005 |  | 9269      | 9269 |
| 2010 | 2010 |  | 8893      | 8893 |
| 2015 | 2015 |  | 8953      | 8953 |
| Sursa: SCB - Statistika Centralbyrån, Folkmängd efter region, civilstånd, ålder och kön. År 1968–2016 |      |  |           |      |